# Mary Beth Ellis
Mary Beth Ellis (Washington D. C., 12 de julio de 1977) es una deportista estadounidense que compitió en triatlón.
Ganó una medalla de plata en el Campeonato Mundial por Relevos de 2006 y una medalla de oro en el Campeonato Panamericano de Triatlón de 2009. Además, obtuvo una medalla de oro en el Campeonato Mundial de Triatlón de Larga Distancia de 2015.
En Ironman 70.3 consiguió dos medallas de plata en el Campeonato Mundial, en los años 2008 y 2009.

## Palmarés internacional
| Campeonato Mundial por Relevos | Campeonato Mundial por Relevos | Campeonato Mundial por Relevos | Campeonato Mundial por Relevos |
| Año                            | Lugar                          | Medalla                        | Prueba                         |
| ------------------------------ | ------------------------------ | ------------------------------ | ------------------------------ |
| 2006                           | Cancún (México)                | Medalla de plata               | Relevos                        |
| Campeonato Panamericano        |                                |                                |                                |
| Año                            | Lugar                          | Medalla                        | Prueba                         |
| 2009                           | Oklahoma City (Estados Unidos) | Medalla de oro                 | Individual                     |

| Campeonato Mundial | Campeonato Mundial | Campeonato Mundial | Campeonato Mundial |
| Año                | Lugar              | Medalla            | Prueba             |
| ------------------ | ------------------ | ------------------ | ------------------ |
| 2015               | Motala (Suecia)    | Medalla de oro     | Individual         |

| Campeonato Mundial | Campeonato Mundial          | Campeonato Mundial | Campeonato Mundial |
| Año                | Lugar                       | Medalla            | Prueba             |
| ------------------ | --------------------------- | ------------------ | ------------------ |
| 2008               | Clearwater (Estados Unidos) | Medalla de plata   | Individual         |
| 2009               | Clearwater (Estados Unidos) | Medalla de plata   | Individual         |